# 岩松家純
岩松 家純（いわまつ いえずみ）は、室町時代中期から後期の武将。岩松氏礼部家の家祖。
関東争乱で1度は没落するが、幕府の援助で復活、分裂した岩松氏を統一した。

## 生涯

### 京都に雌伏
父の満純は応永23年（1416年）に外祖父（異説あり）の上杉禅秀の反乱に加わり（上杉禅秀の乱）、応永24年（1417年）に鎌倉公方足利持氏による追討を受けて処刑されている。父の死後、祖父の満国によって9歳の家純は廃嫡されたために家督を継げず、10月20日に家臣に伴われて長楽寺で出家、室町幕府の追討を恐れて西国に逃れ、武田氏・土岐氏・赤松氏などの庇護下にあった。
しかし永享の乱後に6代将軍足利義教によって罪を赦免されて還俗して長純と名乗った。これは満純の死後、岩松家を継いだ従弟（満純の弟満春の子）の岩松持国が持氏派であったため、長純を幕府派として擁立しようという義教の策略だったといわれる。このため、岩松氏は五十子に所領を持つ長純（礼部家）と、新田荘に所領を持つ持国（京兆家）に分裂した。

### 幕府側として復帰
持氏父子の敗死後、関東で結城合戦が勃発、長純は幕府方につき、持国は結城方についた。嘉吉元年（1441年）に幕府方の勝利に終わったが、6月24日に義教が赤松満祐に暗殺される事件が発生（嘉吉の乱）、長純は後ろ盾を失い帰京、持国は新田荘に返り咲いた。
やがて鎌倉公方復興が取り沙汰されて、持氏の子成氏は鎌倉公方に就任したが、幕府派の上杉氏と対立、享徳3年（1454年）に関東管領上杉憲忠を暗殺、享徳の乱が始まった。長純は上杉氏に味方し、関東に下向した。同年に長純の代官として出陣した横瀬貞国は、武蔵須賀合戦で成氏方と戦って討死した。
京都で生まれた子の明純は父に同行せず、在京のまま幕府に出仕、政所代蜷川親当の娘を娶って顕純、尚純をもうける。後に明純も尚純を連れて文明3年（1471年）に関東に下向する。これは越後守護上杉房定が嫡男の定昌を関東に残して越後に帰還したため、幕府から房定と共に関東に出陣せよと命じられたからである。
長禄2年（1458年）に堀越公方足利政知が関東に下向すると、家臣の横瀬国繁（貞国の子）の協力で古河公方成氏に属した持国を誘って味方につけるなど活躍した。また、発給文書よりこの年に長純から家純に改名していることが判明する。

### 岩松氏統一
長禄3年（1459年）の太田庄の戦いでは持国と共に上杉方として参戦しているが、2年後の寛正2年（1461年）には、持国・次郎父子を暗殺している。この事件については持国が再び成氏に寝返ろうとした為に家純が討ち取ったとされているが、8代将軍足利義政が家純に宛てた書状以外に記されていない為、真相は不明である。これ以降、上杉側は文正元年（1466年）に長尾景人を下野足利荘代官として派遣したり、応仁2年（1468年）の綱取原合戦で勝利するなど、上野において優位に立つ。
文明元年、関東管領上杉房顕が五十子で死去。房顕には娘しかいなかったので、家宰の長尾景信は後継者に房顕の従弟にあたる房定の次男・顕定を擁立する事に決めた。房定は初めは反対していたが、景信に頼まれた家純が房定の陣に居座ったので房定も承諾したと言われている。
文明元年（1469年）、持国の子で京兆家を継いだ三郎成兼（後閑氏祖）を追って新田荘に入り、長年分裂していた岩松氏を統一した。同年、金山城を築いている。こうして、家純は52年ぶりに本領の新田荘へ復帰したのであった。
文明3年（1471年）、古河公方軍が伊豆堀越御所を襲撃した。上杉軍はこの機を捉えて下野に出陣、古河城を奪ったが、翌年に成氏に奪い返された。一時的にせよ成氏の本拠地を奪取できたのは家純と長尾景人が北関東に地歩を築いたからだとされる。
文明5年（1473年）、自分を引き立ててくれた義教の三十三回忌を機に再出家、道建と称した。

### 嫡男勘当、晩年
文明8年（1476年）、関東管領上杉顕定に不満を抱いた長尾景春は顕定に反旗を翻し、古河公方と結んで五十子陣を攻撃した（長尾景春の乱）。五十子陣に上杉勢とともに出陣していた家純は、景春の攻撃を受けて金山城へ帰陣した。
ところが翌年5月、顕定は明純に参陣と引き換えに領土を与えると約束した。この明純の独断に家純は怒り、金山城に一族被官を集めて神水3ヵ条を誓約させ、壁書の執行者として横瀬国繁を指名し明純を勘当した。この1件をきっかけとして家純は古河公方の陣に加わった。また、壁書の執行者に指名されたことで、国繁の岩松家執事としての地位が確立した。以後、国繁は岩松氏に代わって政を左右するようになるのである。
家純に勘当された明純と尚純は金山城を去り、顕定の居城鉢形城に身を寄せている。年代は不明ながら、尚純は国繁・成繁父子の奔走で金山城に戻った。初め家純は尚純に会おうともしなかったが、国繁の協力の元、成氏の了解で尚純と対面、後継者になった。
明応3年（1494年）4月22日死去。遺体は金山の麓に葬られたと言われる。